# رود ابرون
رود ابرون (به اسپانیایی: Río Ebrón) یک رود در اسپانیا است که در کاستیلفابیب واقع شده‌است.